# Salvatore Burruni
Salvatore Burruni (ur. 11 kwietnia 1933 w Alghero na Sardynii, zm. 30 marca 2004 w Santa Maria La Palma w gminie Alghero) – włoski bokser, zawodowy mistrz świata kategorii muszej.

## Kariera amatorska
Wystąpił w wadze muszej (do 51 kg) na mistrzostwach Europy w 1955 w Berlinie Zachodnim, ale przegrał pierwszą walkę. Wziął udział w igrzyskach olimpijskich w 1956 w Melbourne, gdzie, również walcząc w wadze muszej, przegrał 1. walkę z Władimirem Stolnikowem z ZSRR.

## Kariera zawodowa
Rozpoczął karierę boksera zawodowego w 1957. W 1958 został mistrzem Włoch w wadze muszej, a także przegrał m.in. z przyszłym mistrzem świata Horacio Accavallo z Argentyny, którego pokonał w następnym roku. W 1960 wygrał z byłym wicemistrzem olimpijskim Edgarem Baselem z RFN. 29 czerwca 1961 w Alghero zdobył tytuł zawodowego mistrza Europy EBU w wadze muszej po zwycięstwie nad Risto Luukkonenem. Bronił tego tytułu pięciokrotnie, wygrywając m.in. z przyszłymi mistrzami Europy Mimounem Ben Alim i René Libeerem z Francji i ze Szkotem Walterem McGowanem.
23 kwietnia 1965 w Rzymie zdobył tytuł mistrza świata wagi muszej federacji WBA i WBC po zwycięstwie nad dotychczasowym czempionem Pone Kingpetchem z Tajlandii na punkty. W tym samym roku przegrał towarzyskie walki z Horacio Accavallo i Kazuo Takayamą z Japonii. W listopadzie 1965 został pozbawiony pasa WBA za odmowę walki z Accavallo. W obronie tytułu WBC pokonał Rocky’ego Gattellariego z Australii przez nokaut w 13. rundzie 2 grudnia 1965 w Sydney. W lutym 1966 Chartchai Chionoi z Tajlandii pokonał go na punkty.
Następna obrona tytułu była nieudana, gdyż Burruni przegrał na punkty 14 czerwca 1966 w Londynie z Walterem McGowanem. Później przeniósł się do kategorii koguciej. Zdobył w niej tytuł mistrza Europy po wygranej 10 stycznia 1968 w Neapolu z Mimounem Ben Alim. 31 marca tego roku przegrał przez techniczny nokaut z przyszłym mistrzem świata Rubénem Olivaresem z Meksyku.  Po dwukrotnej obronie tytułu mistrza Europy zakończył karierę w 1969.